# Орловское (Крым)
Орло́вское (до 1945 года Бай-Болу́ш, ранее Сырт-Бий-Болу́ш; укр. Орлівське, крымскотат. Biy Boluş, Бий Болуш) — село в Красноперекопском районе Республики Крым, центр Орловского сельского поселения (согласно административно-территориальному делению Украины — Орловского сельского совета Автономной Республики Крым).

## Население
| 2001 | 2014  |
| ---- | ----- |
| 1436 | ↘1014 |

Всеукраинская перепись 2001 года показала следующее распределение по носителям языка
| Язык             | Процент |
| ---------------- | ------- |
| русский          | 38.16   |
| украинский       | 35.24   |
| крымскотатарский | 15.32   |
| другие           | 0.77    |

### Динамика численности
| - 1805 год — 171 чел. - 1864 год — 14 чел. - 1892 год — 59 чел. - 1915 год — 49/20 чел. - 1926 год — 128 чел. - 1939 год — 145 чел. | - 1974 год — 965 чел. - 1989 год — 1358 чел. - 2001 год — 1436 чел. - 2009 год — 1246 чел. - 2014 год — 1014 чел. |

## Современное состояние
На 2017 год в Орловском числится 13 улиц и 2 переулка; на 2009 год, по данным сельсовета, село занимало площадь 1,7 тысяч гектаров, на которой в 441 дворе проживало более 1,2 тысячи человек. В селе расположено муниципальное бюджетное общеобразовательное учреждение «Орловский учебно — воспитательный комплекс», структурное подразделение «Орловский СДК» Центра народного творчества Красноперекопского района, библиотека, православный храм священномученика Капитона, отделение Почты России. Село газифицировано, в 2017 году на улице Кирова проведено уличное освещение, частично освещены улицы Гагарина, Чапаева, Садовая, Набережная, Юбилейная, Днепровская, переулок Спортивный. Орловское связано автобусным сообщением с Красноперекопском, Симферополем, Севастополем и другими городами Крыма. В 2018 году после реставрации открыт памятник «Братская могила советских воинов»..

## География
Орловское расположено на юго-востоке района, на левом берегу реки Чатырлык в среднем течении, высота центра над уровнем моря — 9 м. Ближайшие сёла — Новониколаевка в 1,8 км на севере и Шатры в 1,7 км на юго-запад. Расстояние до райцентра — около 28 километров (по шоссе), ближайшая железнодорожная станция — Воинка (на линии Джанкой — Армянск) — примерно 9 километров. Транспортное сообщение осуществляется по региональным автодорогам 35Н-273 Знаменка — Долинка — Воинка и 35Н-410 Первомайское — Воинка (по украинской классификации — С-0-10702 и С-0-11025).

## История
Первое документальное упоминание села встречается в Камеральном Описании Крыма… 1784 года, судя по которому, в последний период Крымского ханства Бьюк-бии-болуш входил в Четырлык кадылык Перекопского каймаканства. После присоединения Крыма к России (8) 19 апреля 1783 года, (8) 19 февраля 1784 года, именным указом Екатерины II сенату, на территории бывшего Крымского Ханства была образована Таврическая область и деревня была приписана к Перекопскому уезду. После Павловских реформ, с 1796 по 1802 год, входила в Перекопский уезд Новороссийской губернии. По новому административному делению, после создания 8 (20) октября 1802 года Таврической губернии, Бий-Болуш был включён в состав Джанайской волости Перекопского уезда.
По Ведомости о всех селениях в Перекопском уезде состоящих с показанием в которой волости сколько числом дворов и душ… от 21 октября 1805 года в деревне Бий-булуш числилось 18 дворов и 171 житель крымский татарин. На военно-топографической карте генерал-майора Мухина 1817 года деревня обозначена как Кучу байболуш с 28 дворами. После реформы волостного деления 1829 года Сирт Бийбулуша, согласно «Ведомости о казённых волостях Таврической губернии 1829 года», остался в составе Джанайской волости. На карте 1836 года в деревне Сырт Бийболуш 23 двора, как и на карте 1842 года.
В 1860-х годах, после земской реформы Александра II, деревню приписали к Ишуньской волости. Согласно «Памятной книжке Таврической губернии за 1867 год», деревня Сырт бий булуш была покинута жителями в 1860—1864 годах, в результате эмиграции крымских татар, особенно массовой после Крымской войны 1853—1856 годов, в Турцию и оставалась в развалинах. Видимо, вскоре пустующую землю приобрели в собственность и вновь появилось население, поскольку в «Списке населённых мест Таврической губернии по сведениям 1864 года», составленном по результатам VIII ревизии 1864 года, Сырт-Бийбулуш — владельческая деревня с 2 дворами, 14 жителями и мечетью при балке Четырлыке. По обследованиям профессора А. Н. Козловского начала 1860-х годов, вода в колодцах деревни была пресная «в достаточном количестве», а их глубина колебалась от 2 до 4 саженей (4—8 м). На трехверстовой карте Шуберта 1865—1876 года в Сырт-Бийболуше обозначено 3 двора — видимо, это был хутор, или усадьба, поскольку в «Памятной книге Таврической губернии 1889 года» Сырт-Бийболуш не значится, а известно, что в ней подобного размера поселения не учитывались.
Вновь, в доступных источниках селение встречается в конце XIX века, когда, после земской реформы 1890 года Сырт-Бийбулуш отнесли к Воинской волости. Согласно «…Памятной книжке Таврической губернии на 1892 год», в деревне Сырт-Бийбулуш, составлявшей Сырт-Бийбулушское сельское общество, было 59 жителей, домохозяйств не имеющих. В «…Памятной книжке Таврической губернии на 1900 год» Бий-Болуш уже не числится. По Статистическому справочнику Таврической губернии. Ч.II-я. Статистический очерк, выпуск пятый Перекопский уезд, 1915 год, в деревне Бейбулуш Воинской волости Перекопского уезда числилось 8 дворов с русским населением в количестве 49 человек приписных жителей и 20 — «посторонних», из которых 71 мужчина и 42 женщины. О владении землёй сведений нет, в хозяйствах имелось 112 лошадей.
После установления в Крыму Советской власти, по постановлению Крымревкома от 8 января 1921 года № 206 «Об изменении административных границ» была упразднена волостная система, Перекопский уезд переименовали в Джанкойский, в котором был образован Ишуньский район, в состав которого включили село, а в 1922 году уезды получили название округов. 11 октября 1923 года, согласно постановлению ВЦИК, в административное деление Крымской АССР были внесены изменения, в результате которых округа были отменены, Ишуньский район упразднён и село вошло в состав Джанкойского района. Согласно Списку населённых пунктов Крымской АССР по Всесоюзной переписи 17 декабря 1926 года, в селе Бей-Булуш, Воинского сельсовета Джанкойского района, числилось 35 дворов, все крестьянские, население составляло 128 человек, из них 74 немца, 18 русских, 29 украинцев, 7 записаны в графе «прочие», действовала немецкая школа. Постановлением ВЦИК от 30 октября 1930 года был восстановлен Ишуньский район и село, вместе с сельсоветом, включили в его состав. Постановлением Центрального исполнительного комитета Крымской АССР от 26 января 1938 года Ишуньский район был ликвидирован и создан Красноперекопский район с центром в поселке Армянск (по другим данным 22 февраля 1937 года), в который вошло село. Где-то в те годы был создан Бай-Балушский сельсовет, поскольку на 1940 год он уже существовал По данным всесоюзной переписи населения 1939 года в селе проживало 145 человек.

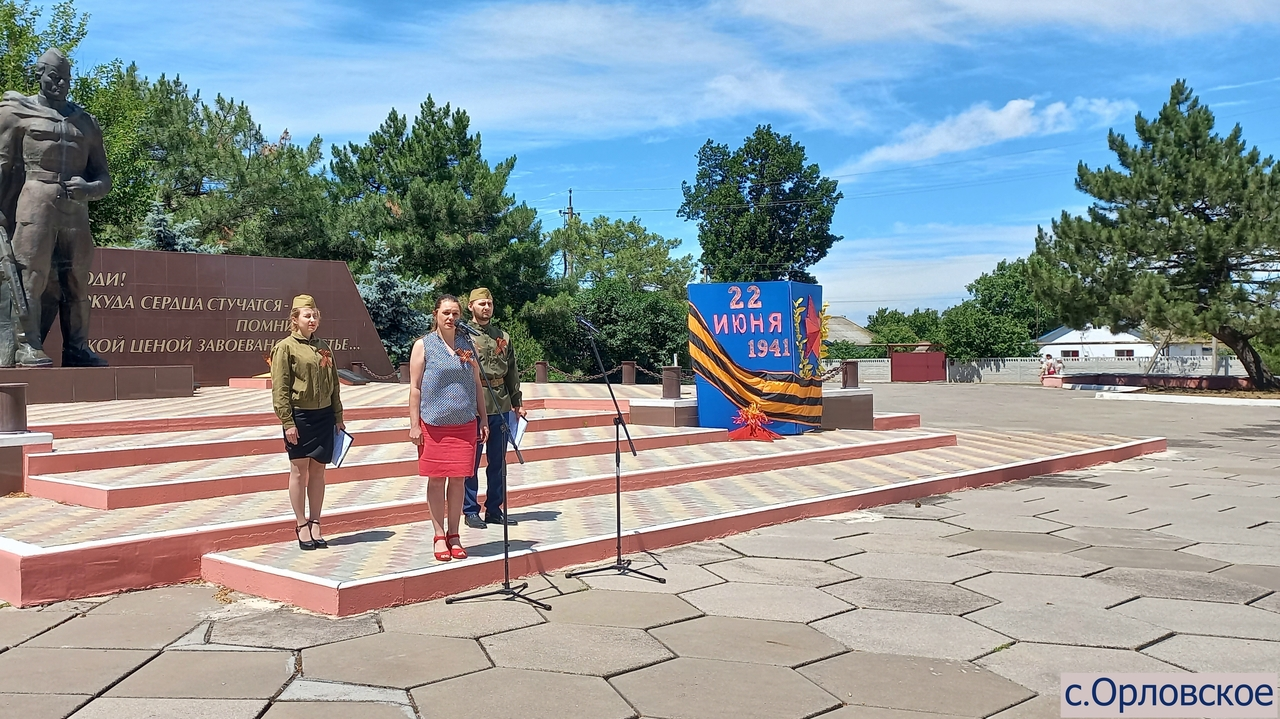
Акция памяти у мемориала

Вскоре после начала Великой Отечественной войны, 18 августа 1941 года крымские немцы были выселены, сначала в Ставропольский край, а затем в Сибирь и северный Казахстан. Во время обороны Крыма в октябре 1941 года, в бою в окрестностях Бай-Балуша погибли 11 бойцов 1330 стрелкового полка. Во время освобождения Крыма в апреле 1944 года, в боях за село пали бойцы 216-й стрелковой дивизии 51-й армии. В 1953 году останки погибших воинов, похороненных в разных местах в сёлах — на кладбище Орловского, из Новониколаевки и Знаменки, перезахоронили в общую братскую могилу в центре села. На могиле был установлен обелиск, в 1967 году заменённый на памятник, а в мае 1986 года — открыт новый, в виде скульптуры солдата, горизонтальной стелы и символа вечного огня. Постановлением Совета министров Республики Крым № 627 от 20 декабря 2016 года памятник отнесён к категории объектов культурно-исторического наследия России регионального значения.

После освобождения Крыма от фашистов, 12 августа 1944 года было принято постановление № ГОКО-6372с «О переселении колхозников в районы Крыма», по которому из областей Украинской ССР в район переселялись семьи колхозников.
Указом Президиума Верховного Совета РСФСР от 21 августа 1945 года Бай-Балуш был переименован в Орловское и Бай-Балушский сельсовет — в Орловский. С 25 июня 1946 года Орловское в составе Крымской области РСФСР, а 26 апреля 1954 года Крымская область была передана из состава РСФСР в состав УССР. Время упразднения сельсовета и включения вновь в Воинский пока не установлено: на 15 июня 1960 года село уже числилось в его составе. К 1971 году восстановлен Орловский сельсовет. По данным переписи 1989 года в селе проживало 1358 человек. С 12 февраля 1991 года село в восстановленной Крымской АССР, 26 февраля 1992 года переименованной в Автономную Республику Крым. С 21 марта 2014 года в составе Крыма аннексировано Россией.